# İvan Yefremov
İvan Vladimiroviç Yefremov (in russo Иван Владимирович Ефремов?; Regione di Tashkent, 9 marzo 1986) è un sollevatore uzbeko attivo nella categoria dei pesi massimi (fino a 105 kg.) e dei pesi supermassimi (oltre 105 kg.) che ha partecipato alle Olimpiadi del 2012 e del 2016. Yefremov è un uzbeko di etnia russa.

## Carriera
Ai Campionati asiatici di Taldıqorğan del 2009, Yefremov si è aggiudicato la medaglia di bronzo nei pesi massimi con il risultato di 385 kg. nel totale.
L'anno seguente ha vinto la medaglia d'argento ai Giochi Asiatici di Guangzhou con 400 kg. nel totale, battuto per 2 kg. dal cinese Yang Zhe.
Nel 2010 e nel 2011 ha partecipato ai Campionati mondiali, terminando rispettivamente in quinta posizione (402 kg.) ed in undicesima posizione (390 kg.).
Nel 2012 Yefremov ha partecipato alle Olimpiadi di Londra 2012, terminando la competizione dei pesi massimi al quinto posto con il risultato di 401 kg. nel totale, ma alcuni anni dopo, per mezzo di nuovi controlli antidoping più efficaci sui campioni di urine delle Olimpiadi del 2012, si è scoperta la positività a sostanze proibite da parte dell'ucraino Oleksij Torochtij e dell'altro uzbeko Ruslan Nurudinov, rispettivamente 1º e 4º classificato in quella stessa gara olimpica, con conseguente squalifica per entrambi e revoca della medaglia d'oro all'ucraino, pertanto Yefremov è stato avanzato alla medaglia di bronzo olimpica.
Dopo alterni risultati nelle grandi competizioni internazionali, ha vinto la medaglia di bronzo ai Campionati asiatici di Phuket 2015, questa volta facendo il salto nella categoria dei pesi supermassimi, con il risultato di 413 kg. nel totale. Lo stesso anno, ai Campionati mondiali di Houston, ritornato nei pesi massimi, dopo aver concluso in testa la prova di strappo, nella successiva prova di slancio si è dovuto accontentare soltanto dell'8º posto finale con 396 kg. nel totale.
Nel 2016 ha vinto la medaglia d'argento ai Campionati asiatici di Tashkent con 394 kg. nel totale. Qualche mese più tardi ha partecipato alle Olimpiadi di Rio de Janeiro 2016, terminando al 5º posto con 414 kg. nel totale.
L'anno successivo ha vinto la medaglia di bronzo ai Campionati mondiali di Anaheim con 399 kg. nel totale.